# Ormaie
Une ormaie est une forêt où prédomine l'orme. L'ormaie rudérale se développe dans les décombres.
L'ormaie serait aussi une plante médicinale.
Du bas latin ulmetum, en vieux français ormoie, ormelaie, ormille, ourmaye, en franco-provençal ourmande (suffixe -ande amplificateur).
La toponymie est riche de noms de lieux-dits dérivés : l'Ormay (le Grand-Bornand, Haute-Savoie), les Ormes, les Ormets, les Ormeaux, Ormoy, etc.